# Fun Factory
Fun Factory è un gruppo musicale tedesco degli anni '90, che conobbe nel corso della sua storia due distinte formazioni. Originariamente era eurodance. Fu prodotto da Toni Cottura, anche membro effettivo del primo gruppo creato, come rapper.

## Storia
Il gruppo fu fondato nel 1993 con quattro membri: Balja, Steve, Rod D. e Smooth T..
Il primo CD pubblicato fu NonStop! The Album, del 1994, contenente i singoli di grande successo Close to you, Take your chance, I wanna b with u, e Pain. Il secondo CD, una sorta di re-edit dei maggiori successi del primo album, con aggiunta di nuovi brani, "Close to you", uscì nel 1995; prima della pubblicazione di quest'ultimo, la cantante Balja fu sostituita da Marie-Anett Mey.
Balja è dunque la voce femminile delle prime due pubblicazioni, e appare nei videoclip fino a Groove me.
Nel 1996, i Fun Factory pubblicarono il loro secondo album, Fun-Tastic, includente diverse hits come Celebration, Do wah Diddy, I love you, e una nuova versione rap di I wanna b with u.
A partire da questo periodo iniziarono a diventare maggiormente conosciuti in Europa, e diversi loro brani entrarono nelle classifiche negli Stati Uniti e in Canada.
Nel 1997 pubblicarono un "Greatest Hits".
Dopo ciò la prima formazione si sciolse.
Nel 1998 si costituì una nuova formazione, con membri del tutto nuovi e uno stile musicale molto diverso, orientato infatti verso rap, reggae e pop. 
Il primo album pubblicato dalla nuova formazione fu Next Generation, del 1999, che contiene i singoli Sha-la-la-la-la, Party with Fun Factory e Fun Factory's Millennium theme.
Il secondo e ultimo album, ABC of Music, uscì nel 2002. Poco dopo anche questa seconda formazione si sciolse.

## Le due formazioni

### Primi Fun Factory
- Balja, la prima cantante, sostituita da
- Marie-Anett Mey (nata a Parigi, Francia)
- Smooth T. (vero nome Toni Cottura, nato in Italia)
- Steve (vero nome Stephan Browarezyk, cantante)
- Rod D. (vero nome Rodney Hardison, nato in America)

### Nuovi Fun Factory
- Annett, cantante (Annett Möller)
- Al, cantante e rapper (vero nome Alfonso Walser)
- T-Roc, rapper, anche noto come Tiger One or Tiger Style

## Discografia

### Singoli
- 1992 Fun Factory Theme
- 1993 Groove Me
- 1994 Take Your Chance
- 1994 Pain
- 1994 Close To You
- 1995 I Wanna B With U
- 1995 Celebration
- 1996 Doh Wah Diddy
- 1996 Don't Go Away
- 1996 I Love You
- 1998 Party With Fun Factory
- 1999 Sha-la-la-la-la
- 2005 Ilarie

### Album
- 1994 Non-Stop
- 1995 Fun-Tastic
- 1996 All Their Best
- 1997 The Party - Non-Stop
- 1999 Next Generation
- 2002 ABC of Music